# بستوناوات
البستوناوات (الاسم العلمي: Bistonini)، قبيلة حشرات عثية من رتبة حرشفيات الأجنحة وفصيلة الأرفية.